# Colton Herta
Colton Herta, född 30 mars 2000, är en amerikansk racerförare som för närvarande tävlar i NTT IndyCar Series för Andretti Autosport. Han är den yngsta personen som någonsin vunnit ett Indycar Series-lopp. Han är son till IndyCar-föraren Bryan Herta.

## IndyCar
2018 debuterade Herta i IndyCar vid säsongsfinalen i Sonoma med Harding Racing.
För säsongen 2019 skrev Herta på för att köra Harding Steinbrenner Racing. Herta var den första IndyCarföraren född på 2000-talet som startade ett lopp. Den 24 mars 2019, vid 18 års ålder, blev Herta den yngsta vinnaren någonsin i IndyCars historia genom att vinna IndyCar Classic på Circuit of the Americas. Han kvalificerade sig som 5:e för Indianapolis 500, men tvingades bryta loppet efter bara fyra varv efter ett fel på växellådan. Den 22 juni 2019, vid 19 års ålder, blev Herta den yngsta personen någonsin att ta pole position på Road America. Under sin debutsäsong slutade han 7:a i mästerskapet, bara 5 poäng bakom Felix Rosenqvist som utsågs till Rookie of the Year.
2020 körde Herta återigen för Harding Steinbrenner Racing, med ytterligare stöd från Andretti Autosport.

## Formel 1
Efter spekulationer om att Herta skulle gå över till Formel 1, meddelade Andretti Autosport och Herta att han skulle tävla i IndyCar 2022, tillsammans med Alexander Rossi, Romain Grosjean och Devlin DeFrancesco.
I mars 2022 skrev Herta kontrakt med McLaren som utvecklingsförare under säsongen 2022 för att testa MCL35M från 2021. Han gjorde sin första provkörning 11–13 juli runt Algarve International Circuit i Portimão.